# Professeur regius d'hébreu (Cambridge)

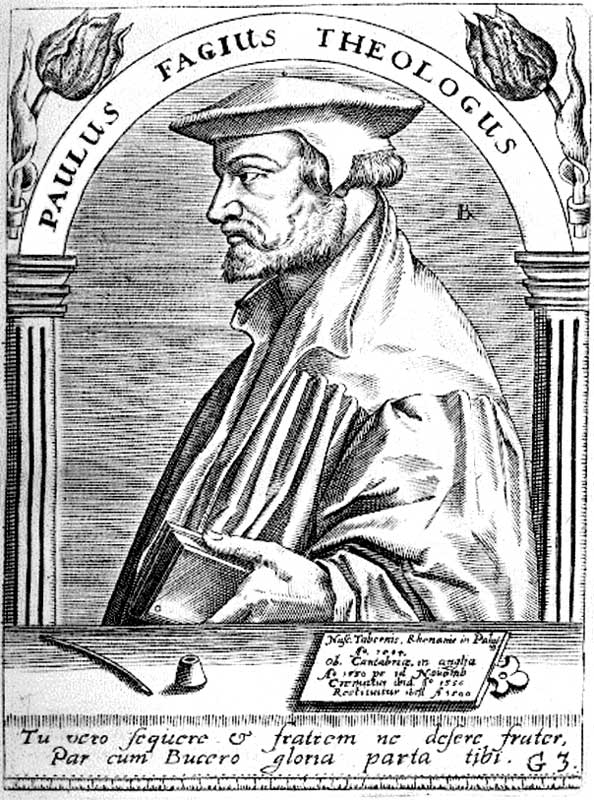
Gravure de Paul Fagius

Professeur regius d'hébreu de l'université de Cambridge est une chaire universitaire fondée par le roi Henri VIII, en 1540, d'où son nom de regius qui signifie royal en latin.
Quand cette chaire a été créée, le traitement de son titulaire était de 40 £ par an. En 1848, il a été lié à un canonicat de la cathédrale d'Ely à perpétuité.

## Source
- (en) Cet article est partiellement ou en totalité issu de l’article de Wikipédia en anglais intitulé « Regius Professor of Hebrew (Cambridge) » (voir la liste des auteurs).